# San Francisco Logueche
San Francisco Logueche är en kommun i Mexiko.   Den ligger i delstaten Oaxaca, i den sydöstra delen av landet, 400 km sydost om huvudstaden Mexico City. Antalet invånare är 2 240. Arean är 77 kvadratkilometer.
Terrängen i San Francisco Logueche är kuperad åt nordväst, men åt sydost är den bergig.
Följande samhällen finns i San Francisco Logueche:
- El Costoche
- Bramadero
- El Guayabo
- Barrio Nuevo